# Electra repiachowi
Electra repiachowi är en mossdjursart som beskrevs av Ostroumoff 1886. Electra repiachowi ingår i släktet Electra och familjen Electridae. Inga underarter finns listade i Catalogue of Life.